# Syndrome d’Opitz lié à l’X
Le syndrome d’Opitz lié à l’X est une maladie congénitale génétique, transmise par le chromosome sexuel X, associant des anomalies de la face et du visage, du pharynx, du larynx et des anomalies génitales.
Un léger retard mental atteint 50 % des garçons touchés par cette maladie. La moitié des garçons atteints présentent une division des lèvres ou du palais. Dans une même famille, il peut exister des formes très différentes de cette pathologie chez les garçons atteints.
La seule manifestation clinique des filles atteintes par cette maladie est la distance anormale entre les deux yeux (hypertélorisme).

## Autres noms de la maladie
- Syndrome d’Opitz type I (couramment syndrome d'Opitz)
- syndrome BBB (lié a l'X)
- syndrome G (lié à l’X)

## Étiologie
Mutation du gène MIB1 du locus p22 du chromosome X qui code la protéine midline 1

## Incidence
1 sur 50 000 à 100 000 garçons.

## Description

### Anomalies de la face
- Front proéminent
- Hypertélorisme
- Nez large
- Narines antéversées
- Lèvre fine
- Division de la lèvre

### Anomalies du pharynx, du larynx, de l’œsophage
- Division du pharynx
- Reflux œsophagien

### Anomalies génitales
- Hypospadias
- Cryptorchidie

### Autres anomalies
- Agénésie du corps calleux
- Cardiopathies congénitales

## Diagnostic
Le diagnostic de cette maladie est essentiellement clinique. Pour parler de syndrome d'Opitz lié à l’X il faut obligatoirement : 
- un hypertélorisme
- associé soit à une anomalie génitale externe (hypospadias) ou à une anomalie du larynx, du pharynx ou de la trachée
- une histoire familiale de maladie liée à l’X

### Anténatal
Le diagnostic anténatal repose essentiellement sur la recherche de signes échographiques chez les fœtus masculins en cas de famille atteinte

### Différentiel
Essentiellement avec l’Opitz syndrome type II dont le gène est différent mais dont la différenciation clinique est subtile

Le syndrome FG

## Mode transmission
Transmission liée à l’X 

## Sources
- Site en français de renseignement sur les maladies rares et les médicaments orphelins
- Site en anglais Incontournable pour les maladies génétiques
- geneclinics.org/Site en anglais avec description clinique